# Rolf Lührmann
Rolf Lührmann (* 18. Mai 1951 in Münster) ist ein deutscher parteiloser Politiker. Er war von 1999 bis 2015 Bürgermeister der Stadt Borken.

## Leben
Rolf Lührmann absolvierte 1969 das Abitur in seiner Geburtsstadt Münster. Danach verpflichtete er sich für zwei Jahre bei der Bundeswehr, die er als Leutnant verließ. Anschließend studierte er Rechtswissenschaften. In den Jahren 1977 und 1979 legte er in Münster die beiden juristischen Staatsexamina ab. Anschließend arbeitete er bei der Bezirksregierung in Münster und für die Kreisverwaltung Borken. Er war in der Direktion der Bereitschaftspolizei in Selm-Bork und für die Stadt Gescher als Erster Beigeordneter tätig. Danach war er Stadtdirektor der Stadt Ennigerloh, im Jahr 1992 schließlich wurde Lührmann vom Rat der Stadt Borken zum Stadtdirektor Borkens gewählt.
1999 wurde Lührmann direkt gewählter Bürgermeister der westfälischen Kreisstadt Borken. Am 31. Oktober 2007 erklärte er seinen Austritt aus der CDU. Hintergrund für seinen Austritt war ein lang andauerndes Zerwürfnis von Lührmann mit der Borkener Partei- und Fraktionsführung über eine Personalentscheidung des Bürgermeisters. Diese Vorgänge und die Sondersitzung des Borkener Stadtrates, auf der Lührmann seinen Parteiaustritt bekannt gab, werden seitdem als „Borkener Beben“ bezeichnet.
Bei der Kommunalwahl 2009 trat Rolf Lührmann als parteiloser Kandidat erneut für das Amt des Bürgermeisters an und gewann das Duell gegen den CDU-Kandidaten Axel Linke (seit 2015 Bürgermeister von Warendorf) mit 62,6 % der Stimmen. Während der Amtszeit von Lührmann erreichte die Stadt Borken im Februar 2012 die Schuldenfreiheit. Zur Wahl am 13. September 2015 trat er nicht erneut an; als seine Nachfolgerin im Amt wurde die bisherige Erste Beigeordnete Mechtild Schulze Hessing (CDU) gewählt. Zum Ende seiner Amtszeit wurde Lührmann der Ehrenring der Stadt Borken verliehen.
Nach Ende seiner politischen Laufbahn ist Lührmann unter anderem als Mitglied im Aufsichtsrat der WohnBau Westmünsterland e.G. und Vorsitzender des DRK-Ortsvereins Borken tätig.
Lührmann ist verheiratet und Vater zweier Kinder.